# Железная дорога Таллин — Вильянди
Железная дорога Таллин — Вильянди — участок железной дороги в Эстонии, протяженностью 153,6 км. Была открыта в 1901 году и имела ширину колеи 750 мм. В 1971 году была закрыта и перестроена под русскую колею. Ширококолейная дорога с конечной станцией Пярну была открыта в 1973 году.

## История

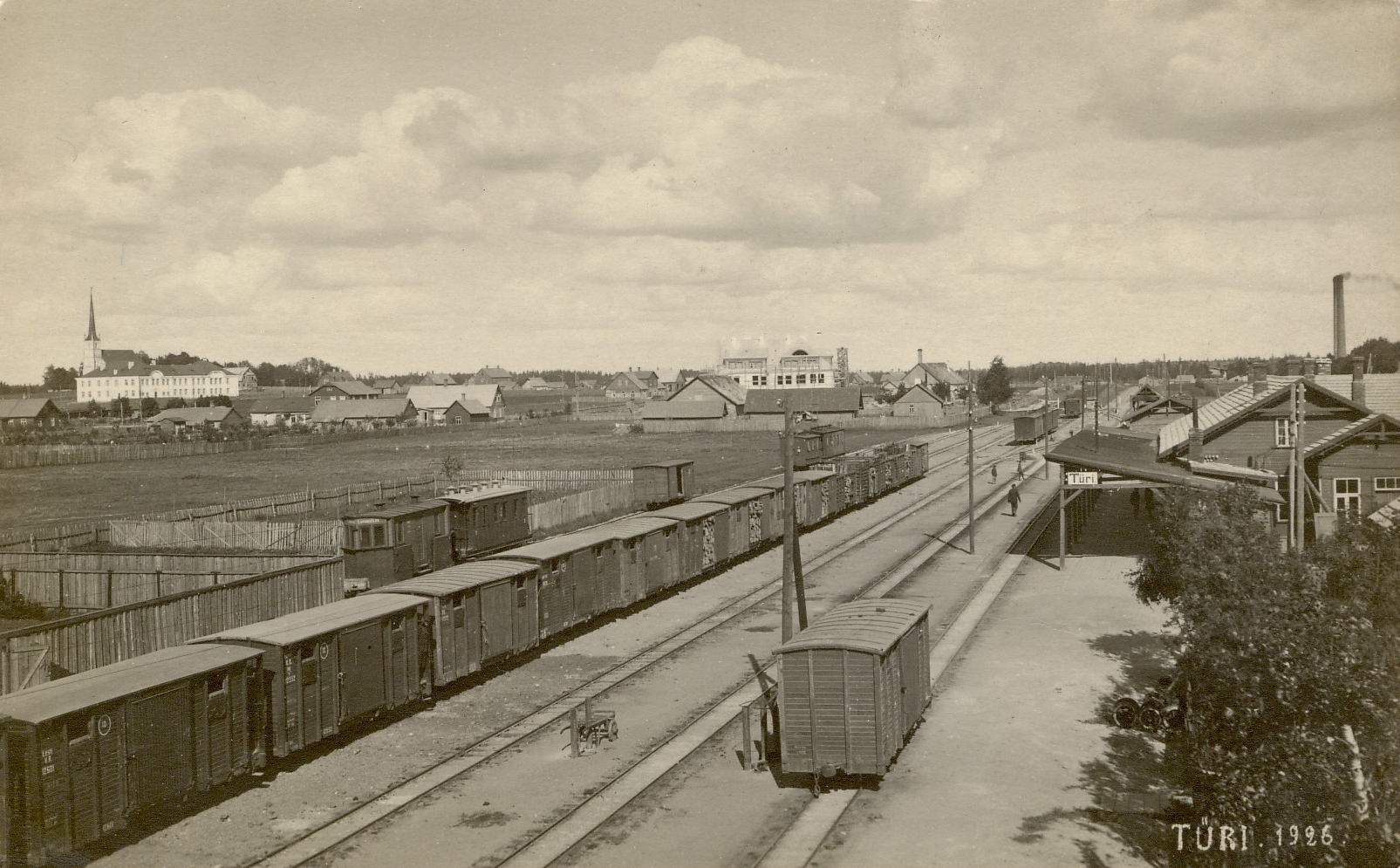
Узкоколейная железная дорога Таллин — Вильянди на станции в Тюри (1926 год)

Узкоколейная железная дорога Таллин — Вильянди была построена и открыта в 1901 году. От Вильянди до Мыйзакюла уже существовала железная дорога, открытая в 1897 году.
До строительства железной дороги Лелле — Папинийду, дорога Таллин — Вильянди была частью железнодорожных линий Таллин-Садам (Таллин-Порт) — Вильянди — Мыйзакюла — Пярну и Таллин-Садам — Вильянди — Руйиена — Рига. Эти линии использовались также во время Второй мировой войны.
До 1902 года железная дорога работала себе в убыток. Благодаря железной дороге, началось развитие промышленности в Вильянди. Клиентами дороги стали: основанная в 1903 году фабрика Е. Похли по производству спичек, основанная в 1905 году машиностроительная фабрика У. Пахтри, и основанная в 1912 году городская фабрика Вильянди.
В 1971—1973 годах узкоколейная дорога была заменена на ширококолейную. Участок линии Вильянди — Мыйзакюла был разобран и не восстанавливался. Начальная часть железной дороги в Таллине с отдельным вокзалом тоже не восстанавливалась, линия широкой колеи заходит на Балтийский вокзал.

## Пассажирские перевозки
По железной дороге проходит линия пассажирских поездов Elron «Таллин — Вильянди».